# Jack Harlow
Jack Harlow, właściwie Jackman Thomas Harlow (ur. 13 marca 1998 w Louisville) – amerykański raper, piosenkarz i autor tekstów. Podpisał kontrakt z wytwórnią Don Cannona i DJ Dramy Generation Now oraz Atlantic Records. Jest także założycielem własnego kolektywu muzycznego Private Garden. Najbardziej znany jest ze swojego singla „Whats Poppin” z 2020 roku, który zadebiutował na ósmym miejscu na liście Billboard Hot 100.

## Wczesne życie
Harlow urodził się i wychował w Louisville w stanie Kentucky, gdzie rozpoczął karierę rapera. Wychował się na farmie koni. Jest pochodzenia francuskiego i irlandzkiego. Harlow zaczął rapować w wieku 12 lat. On i jego przyjaciel Sharath używali mikrofonu z gry Guitar Hero i starego laptopa do nagrywania piosenek. Zrobili płytę zatytułowaną Rippin 'and Rappin', sprzedawali jej egzemplarze w swojej szkole (Highland Middle School). Kiedy był w siódmej klasie, Harlow nabył profesjonalny mikrofon i nagrał swój pierwszy mixtape, Extra Credit, używając pseudonimu „Mr. Harlow”. Podczas edukacji w liceum był członkiem szkolnej drużyny piłkarskiej juniorów. Z przyjaciółmi założył kolektyw „Moose Gang”; w tym samym czasie pracował nad dwoma mixtape'ami, które ostatecznie nigdy nie zostały wydane, nazywały się: „Moose Gang” i „Music for the Deaf”.

## Kariera
14 listopada 2015 roku Jack Harlow wydał swoją pierwszą komercyjną EP zatytułowaną The Handsome Harlow. Została wydana przez wytwórnie sonaBLAST! Gilla Hollanda. W szkole średniej często grał koncerty w Louisville.
W czerwcu 2016 roku, niecały miesiąc po ukończeniu szkoły średniej (Atherton High School), wydał mixtape o nazwie 18.
Latem 2017 roku Harlow wydał singiel „Routine”. W październiku tego roku wydał kolejny singiel „Dark Knight” z towarzyszącym mu teledyskiem. "Dark Knight" stał się głównym singlem z mixtape'a Gazebo, który został wydany w listopadzie 2017.
Po przeprowadzce do Atlanty Harlow pracował w Georgia State Cafeteria, aby zwiększyć swoje dochody. Miesiąc po pracy w kafeterii poznał się z DJ Drama w Mean Street Studio.
W sierpniu 2018 roku ogłoszono, że Harlow podpisał kontrakt z DJ Dramą i jego wytwórnią Generation Now ktróra współpracuje z Atlantic Records. Wydał także teledysk do swojego singla „Sundown”. 17 sierpnia Harlow wydał mixtape Loose. W listopadzie 2018 r. Harlow wyruszył w trasę koncertową wspierającą mixtape Loose, która zakończyła się w grudniu. W tym miesiącu wydał także teledysk do piosenki „PickYourPhoneUp” z udziałem K Campa. Loose został nominowany do nagrody BET Hip Hop Awards 2019 w kategorii najlepszy mixtape. 21 sierpnia 2019 roku Harlow wydał singiel „Thru the Night”, w którym wystąpił Bryson Tiller. Następnie wydał 12-ścieżkowy mixtape o nazwie Confetti.
W styczniu 2020 roku wydał singiel „Whats Poppin”. Piosenka była dużo razy udostępniana na platformie TikTok, a teledysk wyprodukowany przez Cole Bennetta przekroczył próg 125 milionów wyświetleń. W urodziny Harlowa, 13 marca 2020 r., wydał 7-utworowy projekt o nazwie Sweet Action.
W maju Harlow wydał singiel „Moana” z G-Eazy. Harlow wydał oficjalny remiks utworu „Whats Poppin” z udziałem DaBaby'ego, Tory Laneza i Lil Wayne'a, który zajął drugie miejsce na liście Hot 100. W dniu 11 sierpnia Harlow wziął udzał w XXL Fresham Class 2020.
22 października 2020 r. Harlow wydał singiel „Tyler Herro”. Piosenkę chwalono za charyzmę słów i przekaz Harlowa. 2 grudnia 2020 roku Harlow ogłosił swój debiutancki album, That's What They All Say. Album składa się z 15 utworów, w tym „Tyler Herro”, „Whats Poppin” i remiks „Whats Poppin”. Singel "Way Out" z Big Seanem został wydany 9 grudnia 2020 roku, a album 11 grudnia.
28 maja 2021 roku Harlow wydał piosenkę z Eminemem i Cordae „ Killer”. 23 lipca 2021 roku ukazał się singel z Lil Nas X, „Industry Baby”. Piosenka osiągnęła numer jeden na liście Hot 100, dając Harlowowi jego pierwszy singel numer jeden na liście. Utwór był też nominowany do nagrody Grammy. 3 sierpnia 2021 roku wydał piosenkę z Pooh Shiesty „SUVs (Black on Black)”.
18 lutego 2022 roku Harlow wydał utwór „Nail Tech”, główny singel z jego nadchodzącego drugiego albumu studyjnego i jego pierwsze wydawnictwo od sześciu i pół miesiąca. Piosenka dobrze wypadła na liście Hot 100 z debiutem i szczytem na 18. miejscu, a także otrzymała pochwały od Kanye Westa. 24 lutego Harlow pojawił się w piosence Westa „Louie Bags” na jego albumie Donda 2.
16 marca 2022 roku Harlow ogłosił, że jego drugi album studyjny nosi tytuł Come Home the Kids Miss You. Krążek został wydany 6 maja. Drugi singel z projektu, „First Class”, stał się jego drugim numerem jeden na liście Billboard Hot 100 i pierwszą hip-hopową piosenką roku, która osiągnęła tę pozycję.

## Wpływy
Harlow wskazuje szereg wpływów z wielu gatunków muzycznych, w tym między innymi takich artystów jak: Eminem, Drake, Jay-Z, Lil Wayne, Outkast, Paul Wall, Willie Nelson, Johnny Cash, Hall and Oates i Jesse McCartney.

## Dyskografia

### Albumy studyjne
| Tytuł                       | Informacje                                                                                                | Pozycje na listach | Pozycje na listach | Pozycje na listach | Pozycje na listach | Pozycje na listach | Pozycje na listach | Pozycje na listach | Pozycje na listach | Pozycje na listach | Pozycje na listach |
| Tytuł                       | Informacje                                                                                                | USA                | USAR&B/HH          | AUS                | BEL(FL)            | KAN                | IRL                | HOL                | NOR                | NZ                 | UK                 |
| --------------------------- | --- | ------------------ | ------------------ | ------------------ | ------------------ | ------------------ | ------------------ | ------------------ | ------------------ | ------------------ | ------------------ |
| Thats What They All Say     | - Wydany: 11 grudnia 2020 - Wytwórnia: Generation Now, Atlantic - Format: Digital download, streaming     | 5                  | 2                  | 40                 | 136                | 7                  | 48                 | 38                 | 38                 | 19                 | 73                 |
| Come Home the Kids Miss You | - Wydany: 6 maja 2022 - Wytwórnia: Generation Now, Atlantic - Format: Digital download, streaming, LP, CD | 3                  | 2                  | 2                  | 14                 | 1                  | 3                  | 3                  | 2                  | 1                  | 4                  |

### Mixtape'y
| Tytuł            | Informacje                                                                                         |
| ---------------- | -------------------------------------------------------------------------------------------------- |
| Extra Credit     | - Wydany: 24 czerwca 2011 - Wytwórnia: wydanie niezależne - Format: CD, digital download           |
| Finally Handsome | - Wydany: 7 listopada 2014 - Wytwórnia: wydanie niezależne - Format: CD, digital download          |
| 18               | - Wydany: 17 czerwca 2016 - Wytwórnia: wydanie niezależne - Format: Digital download               |
| Gazebo           | - Wydany: 17 listopada 2017 - Wytwórnia: wydanie niezależne - Format: Digital download             |
| Loose            | - Wydany: 17 sierpnia 2018 - Wytwórnia: Generation Now, Atlantic - Format: Digital download        |
| Confetti         | - Wydany: 20 września 2019 - Wytwórnia: Generation Now, Atlantic - Format: Vinyl, Digital download |

### EP
| The Handsome Harlow                                  | - Wydana: 13 listopada 2015 - Wytwórnia: sonaBLAST! - Format: CD, digital download                  | —  | —  |
| Sweet Action                                         | - Wydana: 13 marca 2020 - Wytwórnie: Generation Now, Atlantic - Format: Digital download, streaming | 20 | 15 |
| "—" Znaczy, że EP nie była notowana na danej liście. | |    |    |

## Nagrody i nominacje
| Rok  | Ceremonia                             | Utwór                               | Nagroda                                              | Wynik     |
| ---- | ------------------------------------- | ----------------------------------- | ---------------------------------------------------- | --------- |
| 2021 | 63. ceremonia wręczenia nagród Grammy | What's Poppin                       | Best Rap Perfomance                                  | Nominacja |
| 2022 | 64. ceremonia wręczenia nagród Grammy | Industry Baby                       | Best Melodic Rap Performance                         | Nominacja |
| 2022 | 64. ceremonia wręczenia nagród Grammy | Montero (album)                     | Album roku (jako wykonawca gościny i autor piosenek) | Nominacja |
| 2023 | 65. ceremonia wręczenia nagród Grammy | Churchill Downs                     | Best Rap Song                                        | Oczekuję  |
| 2023 | 65. ceremonia wręczenia nagród Grammy | First Class                         | Best Melodic Rap Performance                         | Oczekuję  |
| 2023 | 65. ceremonia wręczenia nagród Grammy | Come Home the Kids Miss You (album) | Najlepszy rapowy album                               | Oczekuję  |